# 2013년 미스코리아

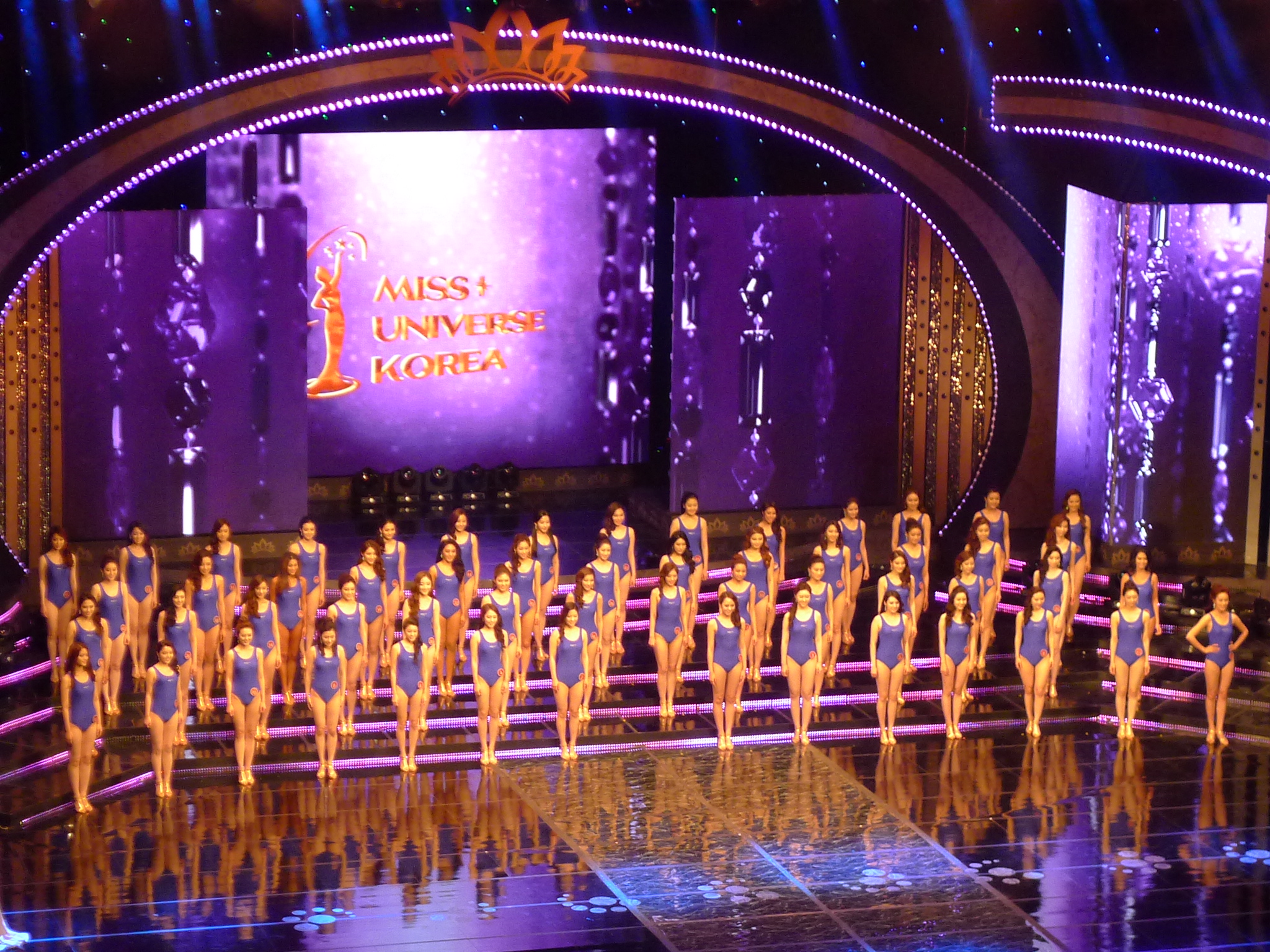
2013년 미스코리아 선발대회 수영복 심사

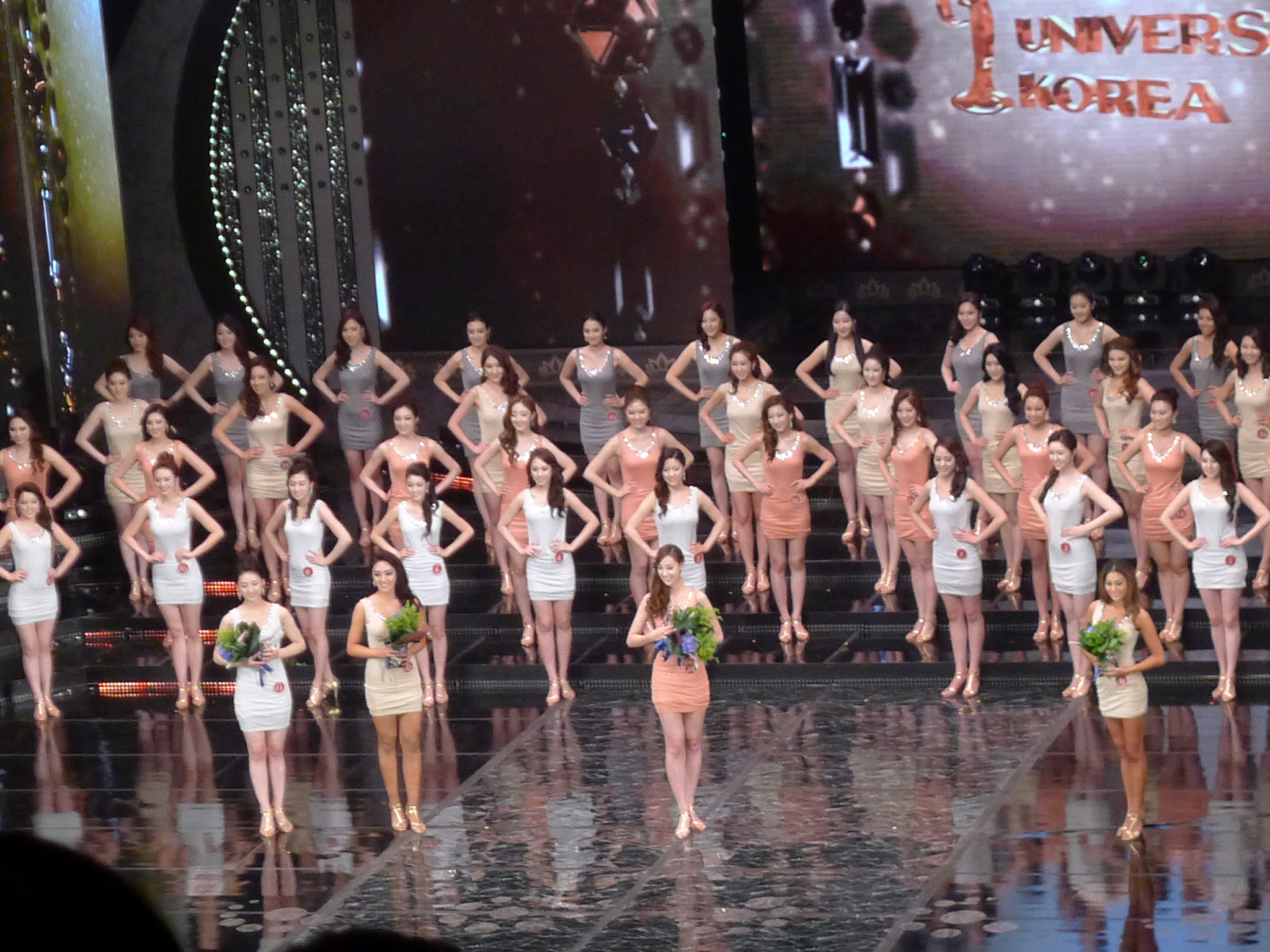
2013년 미스코리아 선발대회 입상자 발표

2013년 미스코리아는 2013년 6월 4일에 서울특별시 종로구 세종대학교 대강당에서 열린 쉰일곱번째 미스코리아 선발대회이다. 서울경제TV, Y-STAR으로 중계하여, 김현욱, 이윤지가 진행을 맡았다.

## 입상자
| 대회      |           | 진 (眞)               | 선 (善)                                                   | 미 (美) |
| --------- | --------- | --------------------- | --------------------------------------------------------- | ------- |
| 본선      | 1 유예빈  | 14 한지은 · 24 김효희 | 35 구본화 · 17 최혜린 · 34 한수민 · 39 김민주 · 27 최송이 |         |
| 강원      | 50 심하정 | 23 박희원             | 10 권주리                                                 |         |
| 경기      | 30 김지형 | 41 진달래             | 25 이수연                                                 |         |
| 경남      | 35 구본화 | 53 전지수             | 37 문유리                                                 |         |
| 경북      | 13 나란히 | 45 백령               | 33 김예슬                                                 |         |
| 광주-전남 | 42 이진주 | 24 김효희             | 11 정아라                                                 |         |
| 대구      | 1 유예빈  | 56 이소영             | 4 서은진                                                  |         |
| 대전-충남 | 26 김한빛 | 43 김서현             | 15 황주희                                                 |         |
| 부산      | 17 최혜린 | 40 정가윤             | 44 최보배                                                 |         |
| 서울      | 48 곽가현 | 34 한수민 · 51 최유림 | 16 전수연 · 21 최유나 · 31 박혜윤                         |         |
| 울산      | 8 윤예서  | 12 유지혜             | 19 황다연                                                 |         |
| 인천      | 14 한지은 | 55 방경란             | 28 구예림                                                 |         |
| 전북      | 7 이상은  | 54 송슬기             | 46 최규리                                                 |         |
| 제주      | 18 임지영 | 20 윤연주             | 29 안규비                                                 |         |
| 충북      | 52 임한경 | 39 김민주             | 3 조하영                                                  |         |
| 워싱턴    | 36 송아진 |                       |                                                           |         |
| 뉴욕      | 5 송정민  | 49 이보라             | 38 김희진                                                 |         |
| LA        | 32 황해나 | 22 이수잔             | 9 조하은                                                  |         |
| 하와이    | 47 박세현 |                       |                                                           |         |
| 브라질    | 27 최송이 |                       |                                                           |         |
| 대양주    | 6 선효빈  |                       |                                                           |         |
| 일본      | 2 남수현  |                       |                                                           |         |

## 수상 결과
- 진(眞) : 1번 유예빈
- 선(善) : 14번 한지은, 24번 김효희
- 미(美) : 35번 구본화 (하이원리조트), 17번 최혜린 (드림웰페어), 34번 한수민 (니라 레몬디톡스), 39번 김민주 (리안), 27번 최송이 (한국일보)
- 우정상 : 36번 송아진
- 매너상 : 11번 정아라
- 포토제닉상 : 24번 김효희
- 탤런트상 : 32번 황해나
- 인기상 : 24번 김효희
- 공로상 : 김동건

## 참가자 사진

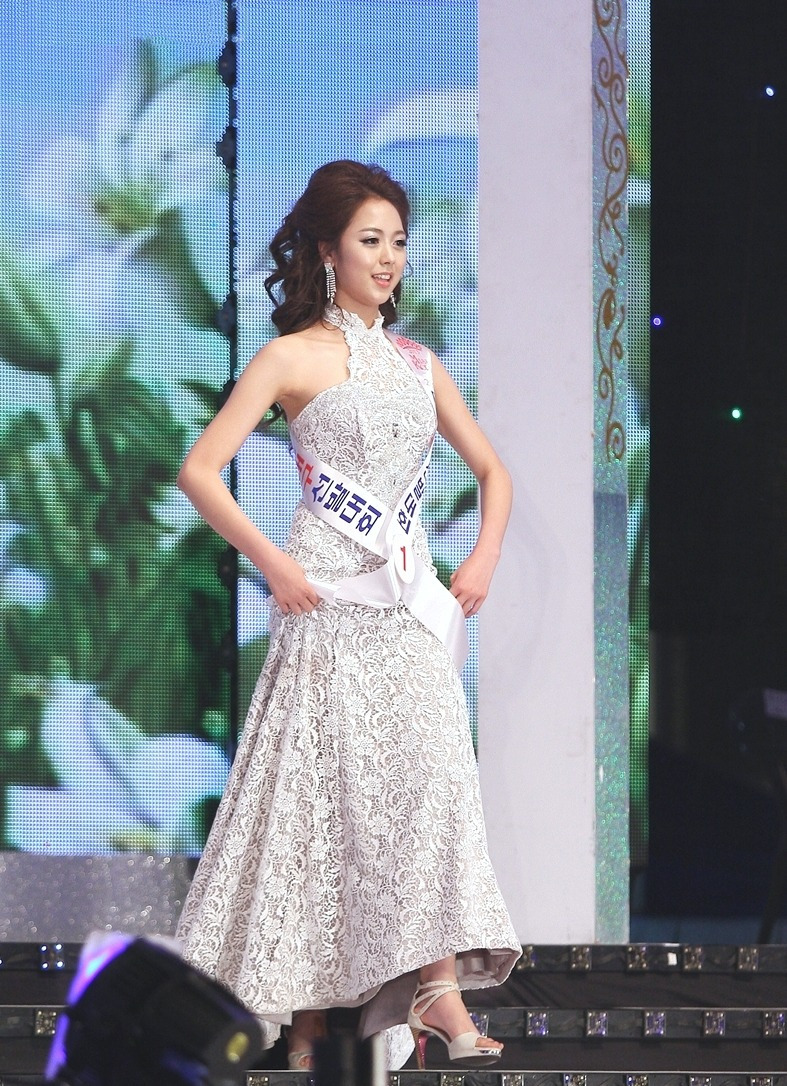
2013년 미스코리아 진 유예빈, 미스 대구 진
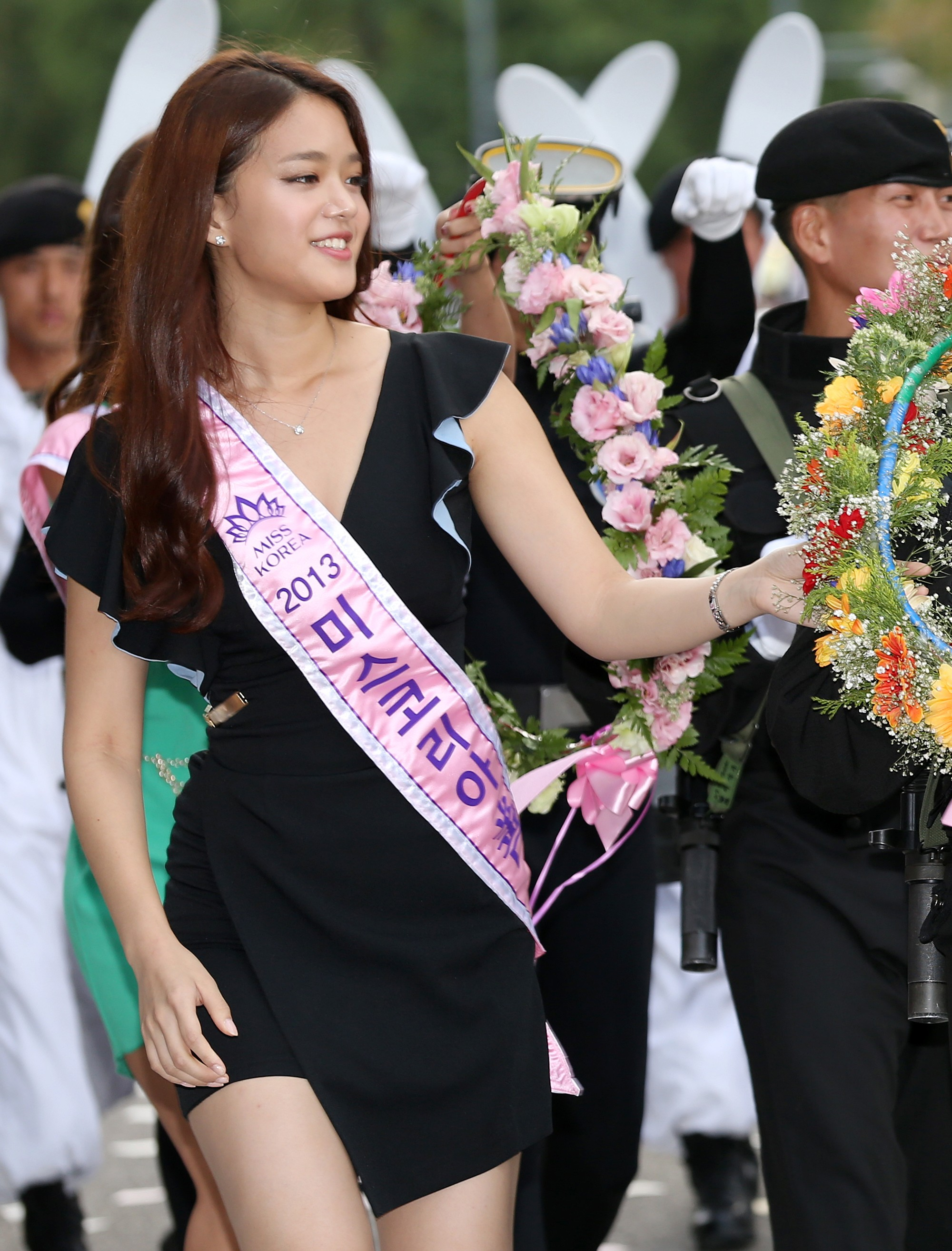
2013년 미스코리아 선 한지은, 미스 인천 진
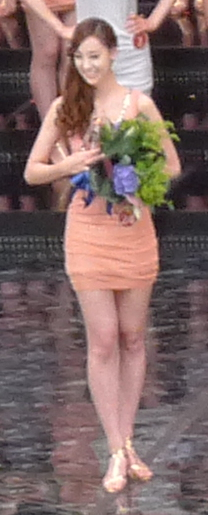
2013년 미스코리아 선 김효희, 미스 광주-전남 선
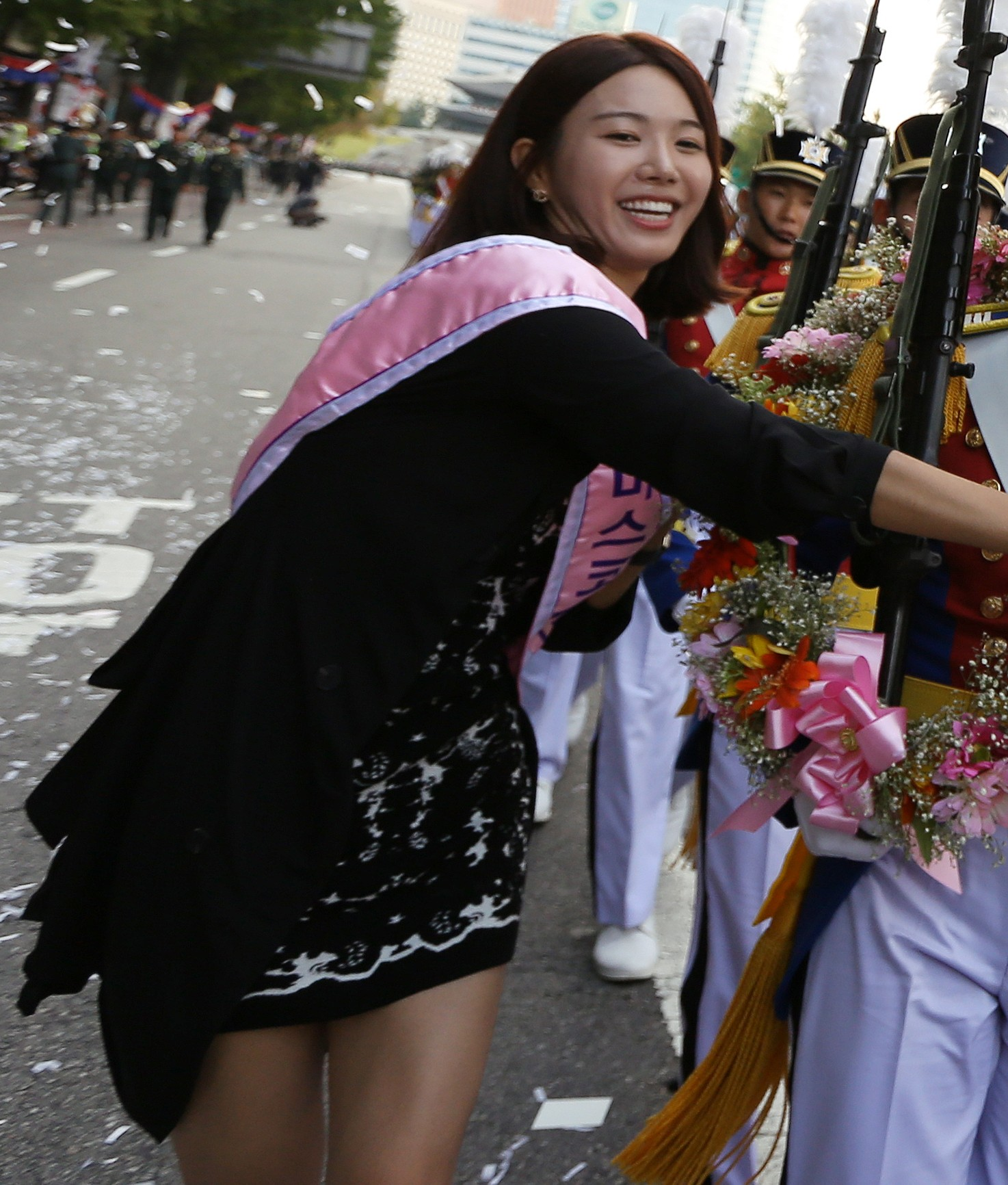
2013년 미스코리아 미 구본화, 미스 경남 진
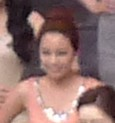
2013년 미스코리아 미 최혜린, 미스 부산 진
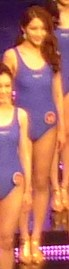
2013년 미스코리아 미 한수민, 미스 서울 선
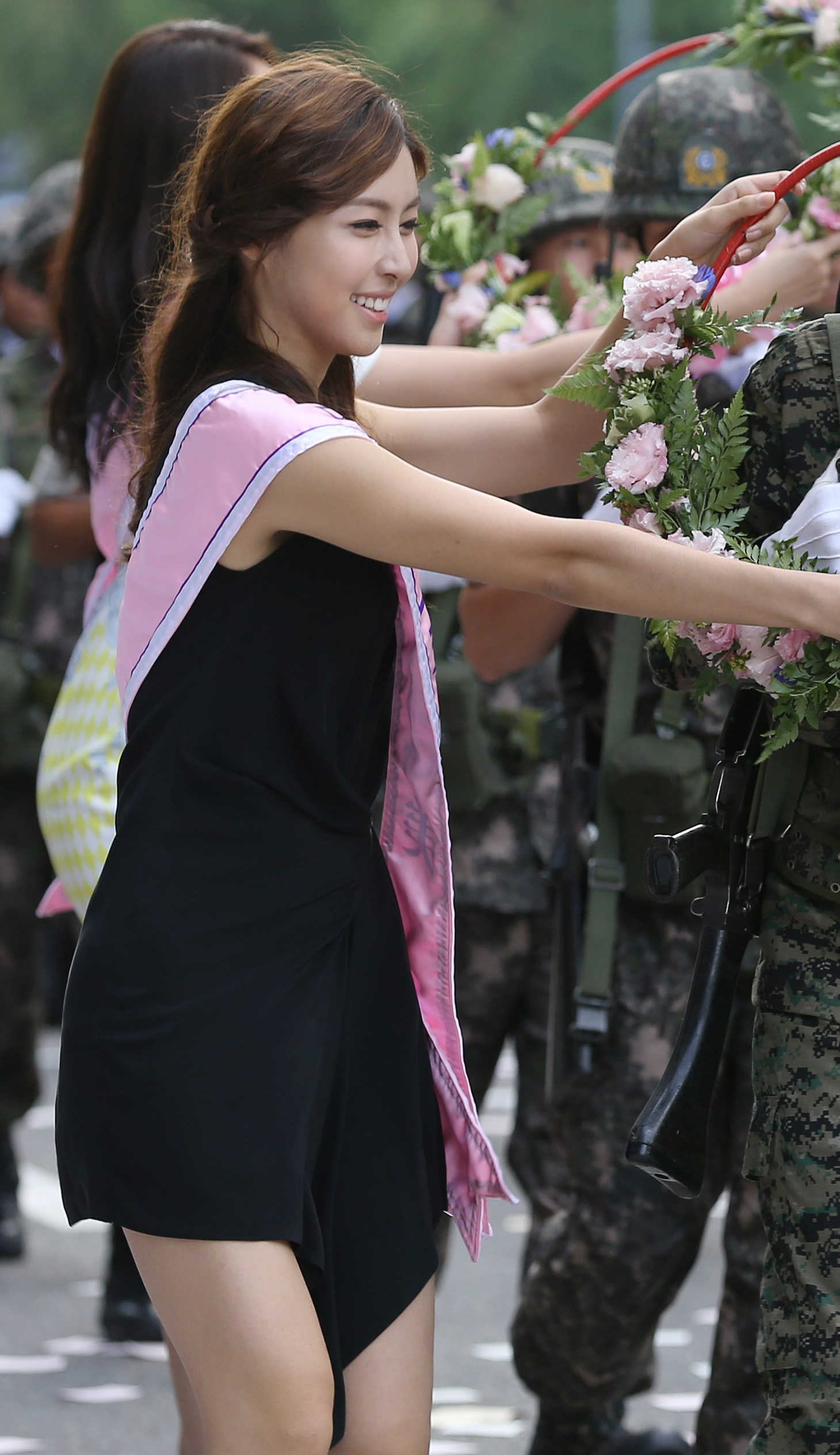
2013년 미스코리아 미 김민주, 미스 충북 선
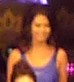
2013년 미스코리아 미 최송이, 미스 브라질 진
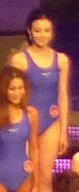
2013년 미스코리아 후보 이가현(곽가현), 미스 서울 진
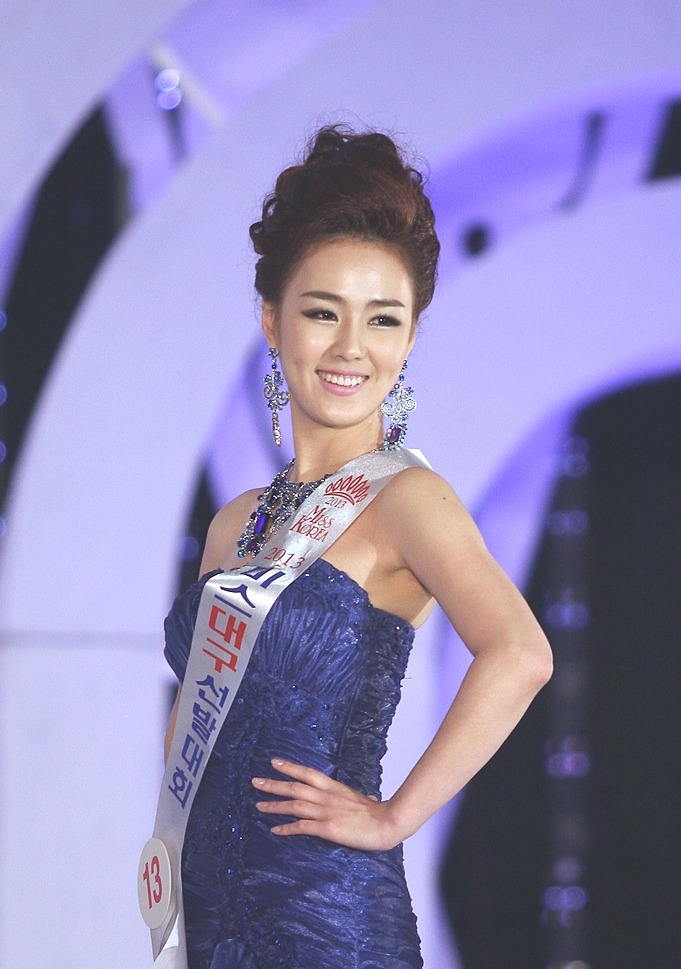
2013년 미스코리아 후보 이소영, 미스 대구 선
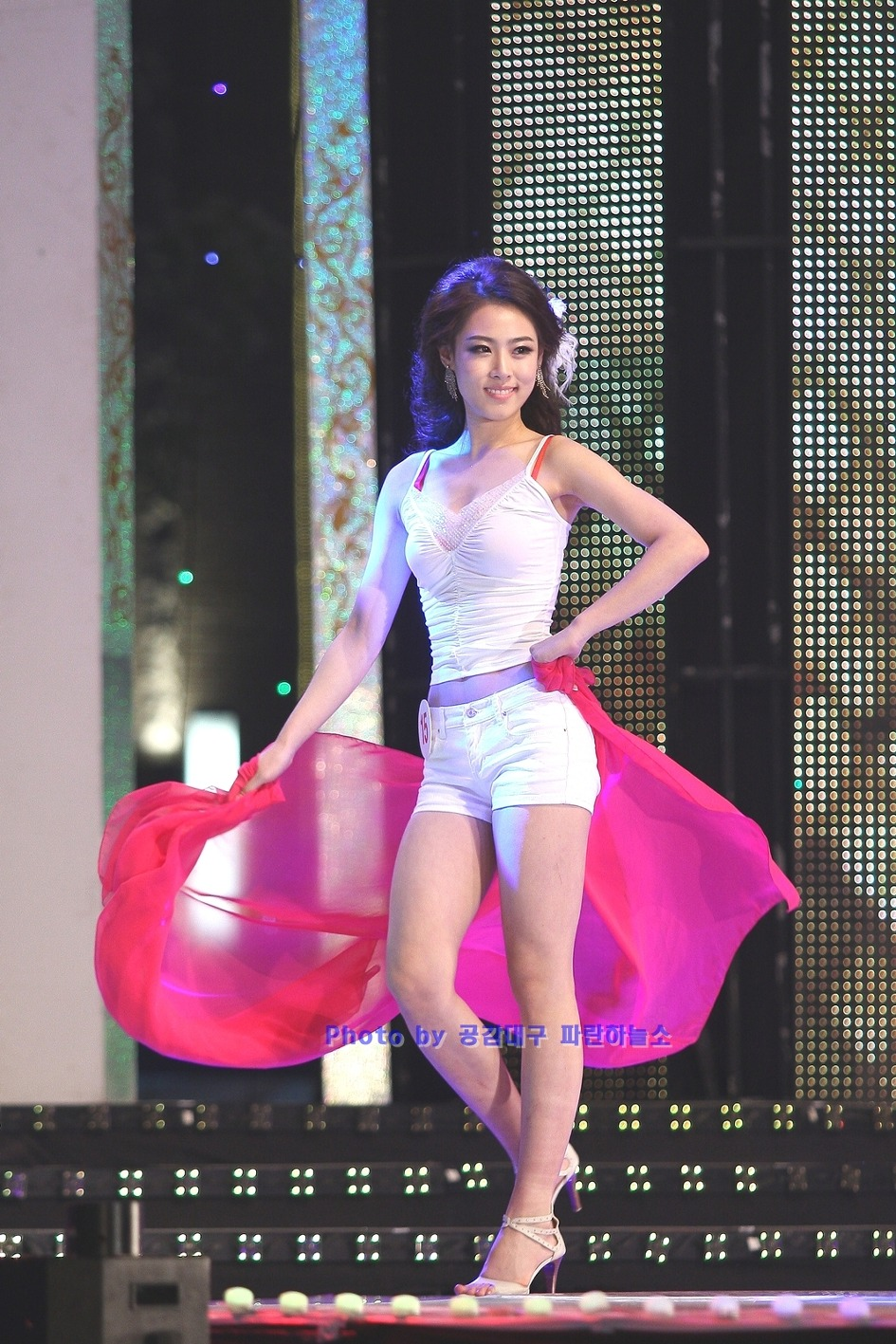
2013년 미스코리아 후보 서은진, 미스 대구 미
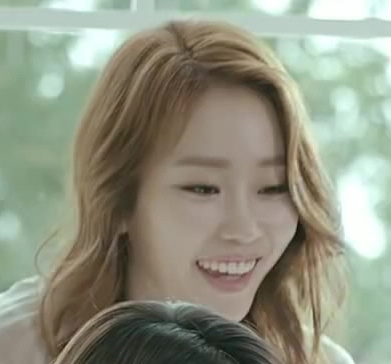
2013년 미스코리아 후보 방경란, 미스 인천 선
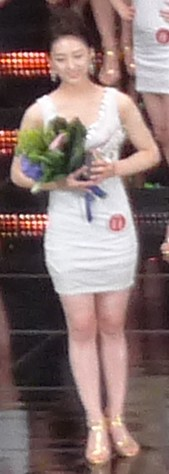
2013년 미스코리아 후보 정아라, 미스 광주-전남 미
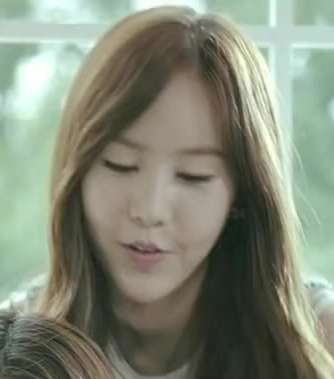
2013년 미스코리아 후보 빛나(이상은), 미스 전북 진
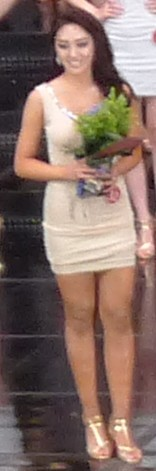
2013년 미스코리아 후보 황해나, 미스 LA 진